# Aizpute
Aizpute (del alemán: Hasenpoth) es una villa letona situada en el oeste de la municipalidad de Aizpute  en el valle del río Tebra, 50 km al noreste de Liepāja. Se ubica en la histórica región de Curlandia.

## Historia
Se fundó al igual que el castillo de Hasenpoth a petición de la Orden Teutónica en 1248 y se le concedió el Derecho de Magdeburgo en 1378.
Desde 1611 al 1795 estuvo bajo el poder de la República de las Dos Naciones como parte del Powiat Piltynski (Distrito de Piltene), a lo que le siguió la anexión al Imperio Ruso durante la tercera partición de Polonia.
Su nombre actual es la versión letona del nombre alemán y está oficialmente en uso desde 1917.

## Hermandad
Aizpute está hermanada con Schwerzenbach,  Suiza